# メガリ・イデア

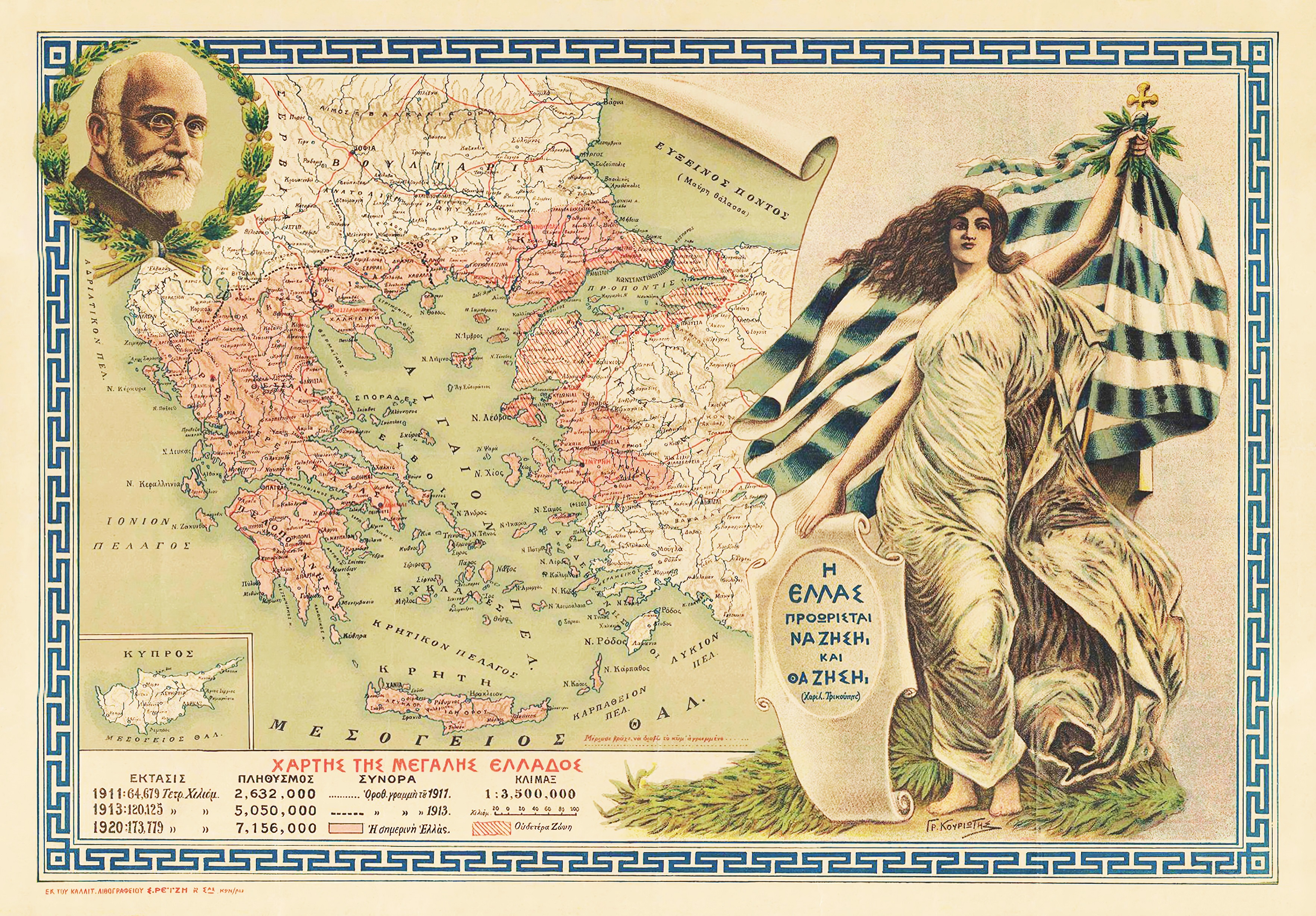
セーヴル条約によるギリシャ領（赤）および国際管理地（斜線部）。この後、エレフテリオス・ヴェニゼロスはメガリ・イデア実現のためアナトリア半島へ侵攻を始め、希土戦争が始まった。ギリシャ軍はケマル・アタテュルク率いるアンカラ政府のトルコ軍の反攻を招き、アナトリア半島の獲得地を失うことがローザンヌ条約によって確定した。

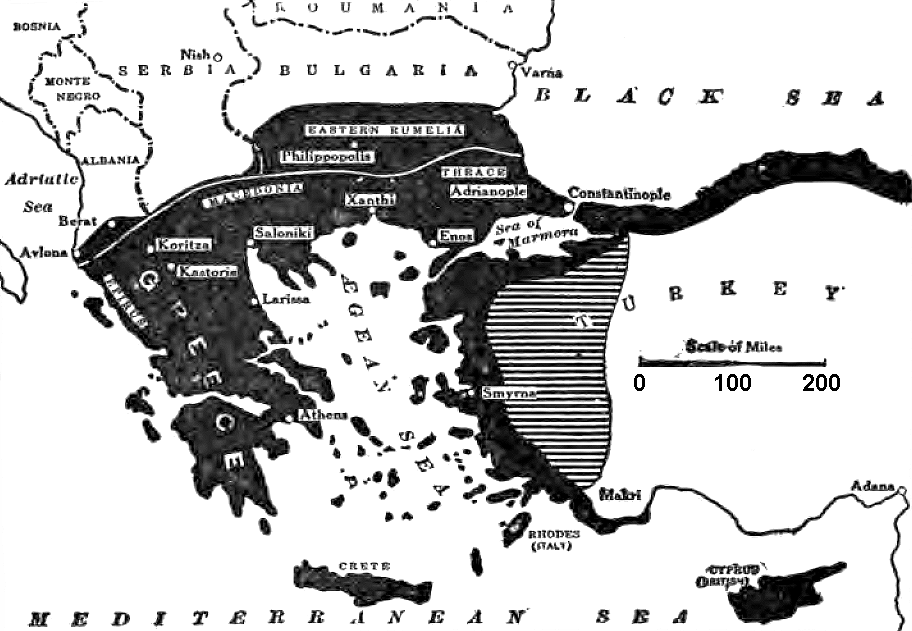
パリ講和会議（1919年）でフランスとギリシャが提案したギリシャ領

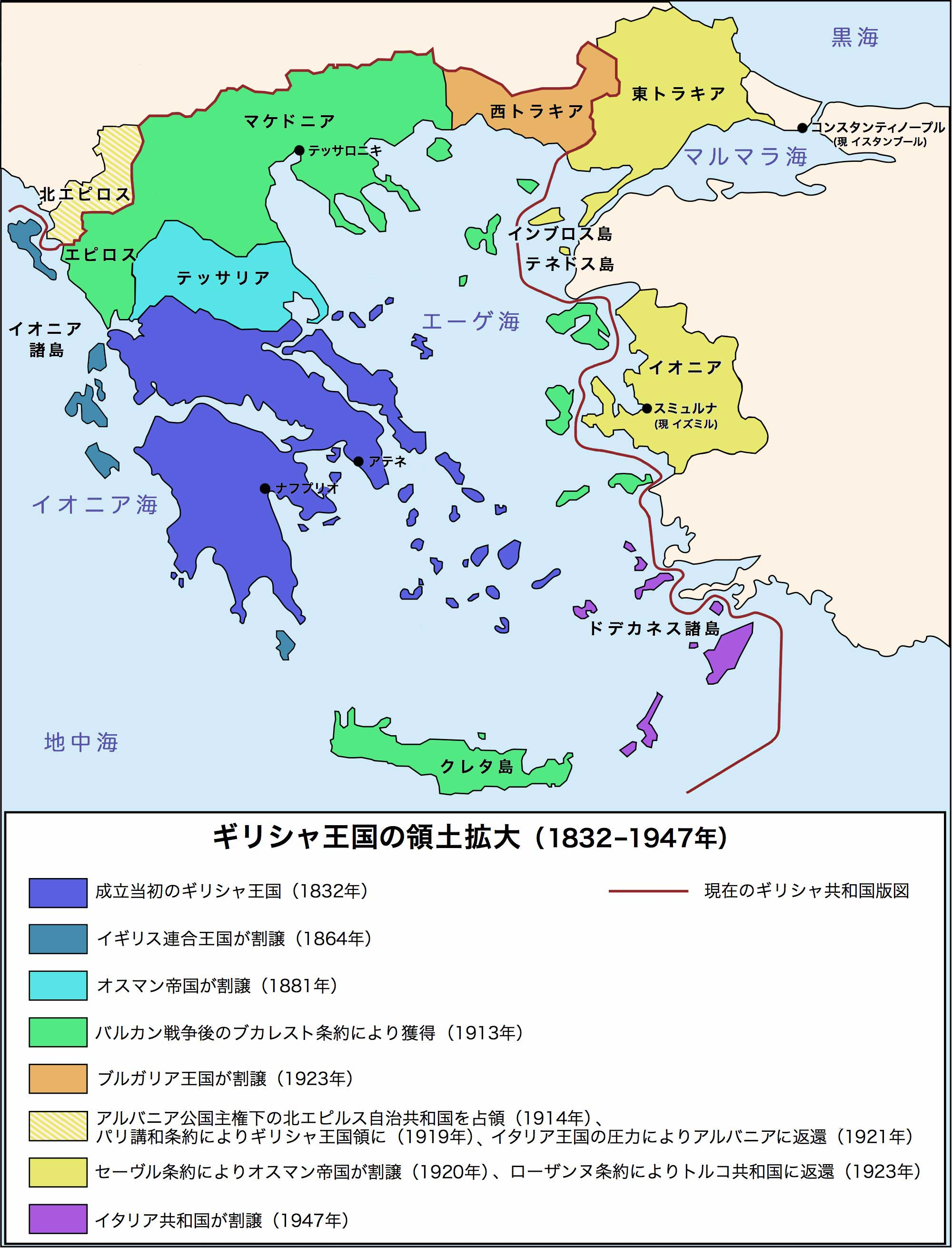
ギリシャの領土拡大。その後の希土戦争の結果として、セーヴル条約による獲得地を失うことがローザンヌ条約によって確定した。

メガリ・イデア（ギリシア語: Μεγάλη Ιδέα 「偉大なる思想」の意。ギリシア語ラテン翻字: Megáli Idéa）は、ギリシャ王国の国王オソン1世によって唱えられた、ビザンツ帝国の復興を目指した国家主義、ギリシア民族主義（民族統一主義）思想。ギリシャ化したヴラフ人でアリ・パシャの息子の侍医であったイオアニス・コレッティスが初めて用いた。大ギリシャ主義とも。

## 概要
具体的にはギリシア人の居住する小アジアの全地域（コンスタンティノポリス、黒海南岸のトラブゾンを中心とするポントス地方、内陸部のカッパドキア）など近東のギリシャ人居住区域は、すべて「ギリシア」に帰属すべきであるとの主張である。
さらに、コレッティスによれば首都はコンスタンティノポリスに、経済的中心はアテネに置かれる。またギリシア正教会の旗のもとに、全てのギリシア人はその居住地（トルコ領、東ルメリア等の主権の地域を含む）を「ギリシア国」の版図の主権の「大ギリシア国」のもとに統合され、保証され、担保される。というものだった。

## 歴史
ギリシャ王国内の住民だけがギリシャ人というのではなく、ギリシャの歴史、ギリシャ民族と関連する国の住民は全てギリシャ人であり、アテネとコンスタンティノープルがその中心である、としていた。当時のオスマン帝国による統治下のバルカン半島ではセルビア人、ルーマニア人、ブルガリア人、アルバニア人らも同じく自らの領域を拡大することを考えていたが、彼らが比較的まとまった地域で集団と化しているのに対してギリシャ人らは広範囲に拡散しており、西はヴロラ（アルバニア）から東はヴァルナ（ブルガリア）の間で各民族と混合しながら住んでいた。さらにギリシャ王国成立時にはギリシャ領土も現在よりかなり小さいものであった。一方、オスマン帝国首都コンスタンティノポリス、マルマラ海沿岸、小アジア西部沿岸（スミルナ）、カッパドキア、アナトリア、そしてポントス地方にまでギリシャ人らは定住していた。
オソン1世はクリミア戦争時にも「メガリ・イデア」を支持、これにともないギリシャもオスマン帝国の敗北を契機としてテッサリア、イピロス、マケドニア地方（当時はギリシャ領ではなかった）へ攻め込んだが、オスマン帝国の弱体化を恐れたヨーロッパ列強がオスマン帝国の保全に尽くし（東方問題）、イギリスとフランスがピレウス港を封鎖、結局、ギリシャはこれに屈せざるを得ず、オソン1世はこれを契機にヨーロッパ列強の支持を失い、ギリシャ王を退位することとなる。
しかし、ギリシャは列強の利害関係から発生する対立を利用して領土拡大に成功、1864年にはイオニア諸島を、1881年にはテッサリアとイピロス南部の一部を平和裏に手に入れた。しかし、クレタ島ではキリスト教徒らによる蜂起が1866年に発生して以来戦争が続き、流血を伴った上で第一次バルカン戦争終了後の1913年にギリシャ領土となった。さらにマケドニアも諸民族の係争の地と化しており、独立を果たしたばかりのセルビア、ブルガリアらとマケドニアの支配を巡って争うこととなる。
キプロスもメガリ・イデアの対象となったが、キプロスのキリスト教徒は長くムスリムと共存していたため、これに即座に答える事はなかった。しかし、ギリシャが独立したことにより「エノシス」（en:Enosis）と呼ばれるギリシャとの併合を望む概念が発生、ギリシャはこれを学校教育や文化教会を通してキプロスのキリスト教徒らへと浸透させることに成功し、エノシスはキプロスのキリスト教徒らの総意となった。中でもキプロス正教会が大主教にギリシャ人を迎えた事によって「キリスト教徒の教会」から「ギリシャ人の教会」化したことにより、エノシスの象徴的存在となった。
1878年、ベルリン会議の結果キプロスの施政権はオスマン帝国からイギリスへ移ったが、イギリスの政策により「キリスト教徒」は「ギリシャ人」として、「ムスリム」は「トルコ人」として扱われたため、「キプロス人」の概念が形成されることはなく、「キリスト教徒」はギリシャ人としてのアイデンティティーを持つ事となった。

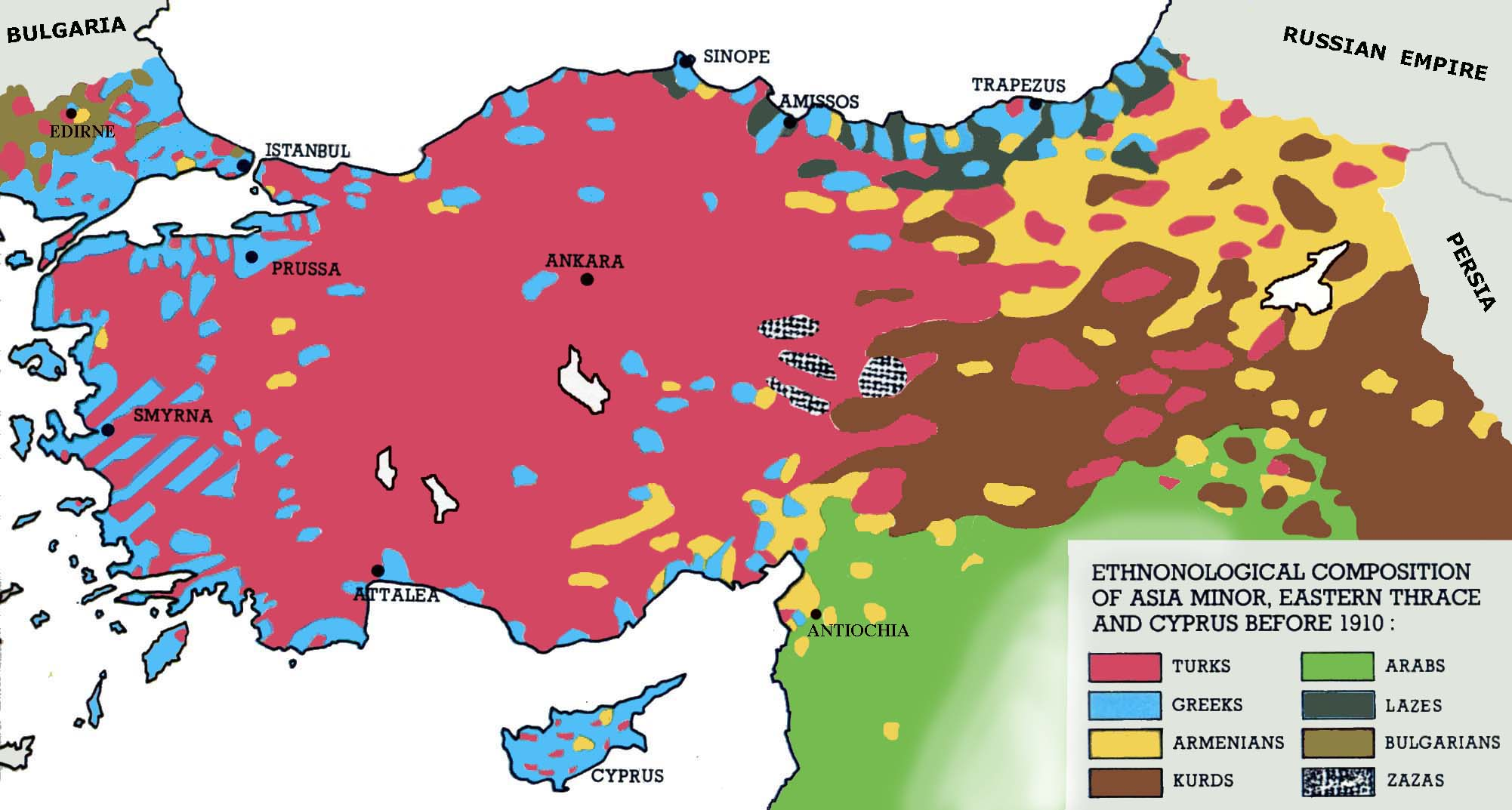
1910年時点での小アジアの民族分布。青がギリシャ人、赤がトルコ人、黄色がアルメニア人、茶色がクルド人居住地域

ギリシャ首相エレフテリオス・ヴェニゼロスの元、第一次バルカン戦争、第二次バルカン戦争においてギリシャ領を拡大したことにより、この「メガリ・イデア」思想は実現可能と考えられたが、第一次世界大戦時にギリシャ王コンスタンティノス1世と首相ヴェニゼロスの間で参戦を巡ってギリシャが二つに分断された。最終的にコンスタンティノス1世が亡命する事態に至ったために「メガリ・イデア」はギリシャ統一という枠を越えたが、この事件は「エスニコス・ディハズモス（国家分裂）」と呼ばれる。国王はコンスタンティノス1世の息子アレクサンドロス1世が後を継いだ。ヴェニゼロスは「メガリ・イデア」の追求を望んでおり、この実現にまい進していたが、王らは「小さくても名誉がある国ギリシャ」を望んでおり、新たに得た領土の確実なる保持を行なった後に失地回復に乗り出すべきであると考えていた事からの諍いであった。
結局、ヴェニゼロスは第一次世界大戦終了後、パリ講和会議においてスミルナとその周辺、さらには東西トラキアを要求、「メガリ・イデア」実現のための行動を起こした。これに伴いアメリカ、フランス、イギリスの同意を得た上でスミルナを占領、翌年1920年8月にはイスタンブールのオスマン政府との間にセーヴル条約が締結され、ギリシャによるスミルナの5年間の統治とその後の国民投票によりその帰属を決定する事が決められた。ヴェニゼロスはこの地域における出生率が高いこととギリシャ人を移住させることによりこの問題をクリアできると考えており、さらにはギリシャ本土では大歓迎された。
1920年10月、国王アレクサンドロス1世が死亡したことにより、第一次世界大戦時の「エスニコス・ディハズモス」のことが蒸し返された。11月の選挙で「さらに大きなギリシャ」を唱えたヴェニゼロスは亡命中のコンスタンティノス1世と激突、ヴェニゼロス派は大きく議席を失う事となった。このため、王党派が政権を担うこととなり、ヴェニゼロス派が粛清されることとなったが、ギリシャ拡大政策は維持された。

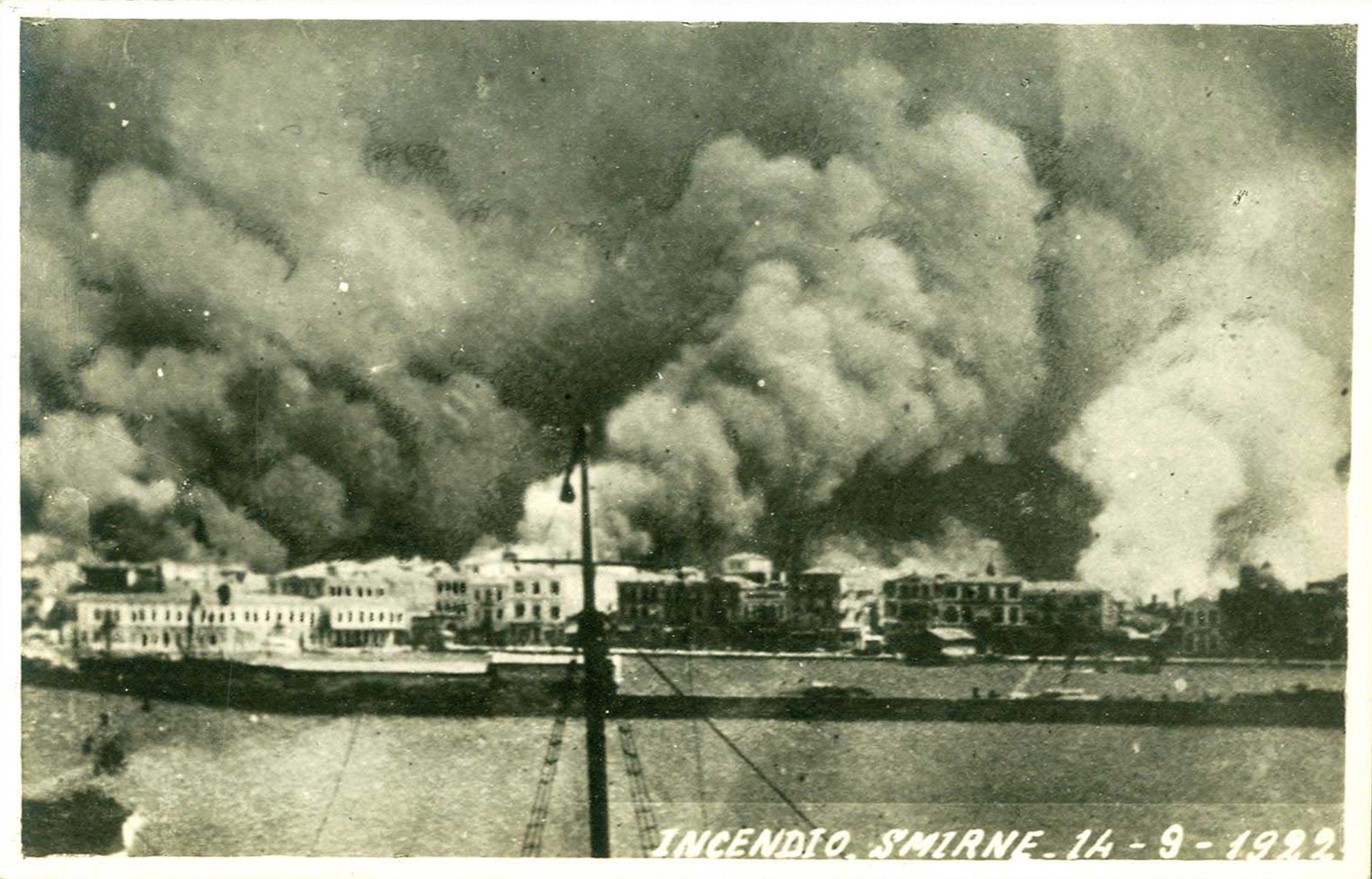
炎上するスミルナ、1922年9月

しかし、このことからイタリア、フランスがギリシャにおける王党派復活を口実に、トルコのムスタファ・ケマルとの和平交渉を行なわせてギリシャの拡大を阻止しようとした。そしてイタリア・フランスは以前とはちがい、トルコへの武器提供を行い、イギリスは口でギリシャへの励ましを送りはしたが何も与えようとはしなかった。
ギリシャ軍はアンカラを目指して進撃していたが、1921年3月、ギリシャ国内の政治的、軍事的状況の悪化にともない小アジアのギリシャ人らを国際連盟保護下に置くという平和的妥協案の受諾を宣言した。しかし戦況が好転していたトルコ軍は8月26日に反撃を開始、これに撃破されたギリシャ軍は小アジアを失い、9月8日にスミルナから撤退することとなった。その後、スミルナでは大火災が発生し、3万人のギリシャ人、アルメニア人キリスト教徒らが虐殺された。これはのちに「スミルナの大火」と呼ばれることとなる。2500年続いた小アジアにおけるギリシャ人の歴史に終止符が打たれ「メガリ・イデア」もスミルナとともに灰燼に帰す事となった。その後1923年にギリシャとトルコの住民交換という形で強制移住に至る。

## 今日
今日では、トルコの行動をギリシア人虐殺と批判する動きもみられる。イミア島が現在のギリシャ・トルコ間の係争地となっているほか、キプロス島は独立以来ギリシャ系住民とトルコ系住民の対立が続いてきたが、1974年のクーデターをきっかけにトルコ軍が上陸。それ以来キプロス島はトルコ系の北キプロス・トルコ共和国とギリシャ系のキプロス共和国によって国土が分断されている。
また、ギリシャの極右政党黄金の夜明けは、メガリ・イデアの領土回復を主張している。